# Lacinius regisalexandri
Lacinius regisalexandri is een hooiwagen uit de familie echte hooiwagens (Phalangiidae).